# Testierfreiheit
Testierfreiheit ist die gem. § 1937 BGB bestehende Möglichkeit, durch einseitige Verfügung von Todes wegen den oder die Erben zu bestimmen.

## Rechtslage
Die Testierfreiheit ist ein Ausfluss der Privatautonomie und ist in Deutschland grundrechtlich in Art. 14 Abs. 1 GG abgesichert. Durch den Pflichtteilsanspruch des Pflichtteilberechtigten können allerdings schuldrechtliche Ansprüche durch den Pflichtteilsberechtigten gegen den bzw. die Erben geltend gemacht werden.